# Kosuke Taketomi
Kosuke Taketomi (武富 孝介, Taketomi Kosuke) est un footballeur japonais né le 23 septembre 1990. Il évolue au poste de milieu offensif.

## Biographie
Il inscrit neuf buts en deuxième division japonaise lors de la saison 2014 avec le club du Shonan Bellmare.
En 2015, il participe à la Ligue des champions d'Asie avec le club du Kashiwa Reysol. Il inscrit quatre buts lors de cette compétition. Il est notamment l'auteur d'un doublé contre l'équipe sud coréenne du Jeonbuk Hyundai Motors. Le Kashiwa Reysol est éliminé en quart de finale par le club chinois du Guangzhou Evergrande, futur vainqueur de l'épreuve.

## Palmarès

### En club
| Kashiwa Reysol - Championnat du Japon D2 - Champion en 2010 |  | Shonan Bellmare - Championnat du Japon D2 - Champion en 2014 |